# Kongeriget Jerusalem
Kongeriget Jerusalem var et kristent kongerige, som blev etableret i Mellemøsten i 1099 som følge af det 1. korstog. Riget bestod til 1291. Kongeriget Jerusalem havde gennem hele sin historie nære bånd til monarkierne i det vestlige Europa. Det var lille sammenlignet med sine europæiske allierede og med sine mellemøstlige og lilleasiatiske naboer. Den militære og økonomiske støtte fra Europa var aldrig konstant, og i perioder var kongeriet derfor svagt. Kongedømmet Jerusalems nærmeste allierede var ikke i Vesteuropa men var kongedømmet Armenien og det Byzantinske rige.

## Historie
Byen Jerusalem blev erobret af de kristne under det første korstog i 1099, og Jerusalem blev af europæerne opfattet som den naturlige hovedstad i det landområde, de havde erobret, til byen blev erobret af Saladin i 1187. En række korstog fulgte, hvor europæiske krigere forsøgte at generobre Jerusalem, uden det lykkedes. Kongedømmet Jerusalem levede imidlertid videre med centrum i fæstningsbyen Acre ved Middelhavskysten til 1291. På højden af sin magt dækkede kongeriget et territorium, som var en smule større end vore dages Israel og Palæstina samt en del af det moderne Libanon og sydover til Sinaiørkenen og ind i Syrien og Jordan mod øst.
I begyndelsen lod det ikke til, at de muslimske herskere i området bekymrede sig nævneværdigt om det lille kongedømme, men i løbet af 1100-tallet fik begrebet jihad atter stor betydning for områdets muslimer, og Jerusalems islamiske naboer begyndte at alliere sig mod de kristne fyrster, og gradvist erobrede de territorierne, som de kristne kontrollerede. Jerusalem faldt under Saladins felttog i 1187, og i 1200-tallet var kongeriget reduceret til en smal kyststribe domineret af nogle få byer. Kongedømmet blev endelig knust af mamelukkerne, da byen Acre faldt i 1291.

## Det tidlige kongedømme
Den europæiske befolkningsandel i kongeriget var gennem hele dets historie lav, selvom en stadig strøm af kolonister og nye korsfarere ankom kontinuerligt; størstedelen af de overlevende deltagere i 1. korstog var ganske simpelt taget hjem, da de havde nået deres mål. Ifølge William af Tyrus befandt der sig ikke mere end 300 riddere og 2000 fodsoldater i hele kongeriget under Godfreds belejring af Arsuf. Fra begyndelsen var den europæiske stat blot en koloni og en frontlinjestat, hvor de kristne havde en skrøbelig magtposition over en overtallig lokal muslimsk, græsk og syrisk befolkning. Jerusalem blev også kendt som Outremer, det franske ord for "oversøisk," men efterhånden som en ny generation voksede op i landet, begyndte de at se sig selv som indfødte, selvom de stadig først og fremmest opfattede sig selv som vesteuropæere eller frankere, som de selv kaldte det. Fulcher af Chartres beskrev det således omkring 1124:
For vi, der var vesterlændinge, var nu blevet til østerlændinge. Han, der var romer eller franker, var i dette land blevet galilæer eller palæstinenser. Han, der var fra Reims eller Chartres, var nu blevet indbygger i Tyrus eller Antiokia. Vi har allerede glemt vores fødested; de er allerede glemt af mange eller aldrig nævnt.
 De europæiske korsfarere og deres efterkommere lærte ofte at tale græsk, arabisk og andre lokale sprog, og nogle af dem giftede sig med indfødte kristne kvinder, grækere, syrere og armenere, eller med konverterede muslimer.  Dette frankiske fyrstedømme forblev ikke desto mindre et vesterlandsk fremmedelement i en muslimsk domineret region.
 
Fulcher, som deltog i det 1. korstog og som fungerede som kapellan for Balduin 1., fortsatte sin krønike til 1127. Den var en meget populær beretning i Europa om begivenhederne i det Hellige land og blev brugt som kilde af andre historikere i Vesten som Orderic Vitalis og William af Malmesbury. Næsten øjeblikkeligt efter erobringen af Jerusalem i 1099 begyndte pilgrimme at strømme til byen, og flere af dem har efterladt sig beretninger om deres ofte farefulde rejse og om livet i det nye kongerige; blandt dem er den engelske Saewulf, den russiske abbed Daniel, tyskerne Johan af Würzburg og Theoderik, samt islændingen Nikolaj. Bortset fra disse beskrivelser er der ingen øjenvidneskildringer til begivenhederne i Jerusalem, før Wilhelm af Tyrus begyndte at skrive sin beretning omkring 1167; han døde ca. 1184. Han har en del informationer om tiden fra, hvor Fulchers beretning slutter, til sin egen tid, som primært bygger på Albert af Aix. Fra det muslimske perspektiv er hovedkilden Osama ibn Munqidh, soldat og ofte ambassadør for Damaskus' fyrste af Jerusalem og Egypten. Hans erindringer, Kitab al i'tibar, indeholder flere levende skildringer af korsfarersamfundet. Andre kilder er den jødiske rejsende Benjamin af Tudela og Ibn Jubayr.